# 吕忱
呂忱（？—？），字伯雍，中國晉朝文字學家。《韻集》作者呂靜之兄。曾官弦县令，其餘事蹟失考。
著有《字林》一書。此書於元朝已散佚，清朝有辑本。